# Whistle (singel Flo Ridy)
Whistle (ang. Gwizdek) – trzeci singel amerykańskiego rapera Flo Ridy z jego czwartego albumu studyjnego zatytułowanego Wild Ones. Utwór napisany został przez Marcusa Killian, David Glass i Flo Ridę, natomiast jego produkcją zajął się DJ Frank E. Wydany został 24 kwietnia 2012 roku przez wytwórnię płytową Atlantic Records. Po raz pierwszy singel zaśpiewany został podczas jego występu w amerykańskiej edycji programu The Voice. Do utworu nagrano także teledysk, którego premiera odbyła się 24 maja, a jego reżyserią zajął się Marc Klasfeld.

## Pozycje na listach przebojów
| Kraj              | Lista (2012)            | Najwyższa pozycja | Status             |
| ----------------- | ----------------------- | ----------------- | ------------------ |
| Australia         | ARIA Charts             | 1                 | 2× platynowa płyta |
| Austria           | Ö3 Austria Top 40       | 2                 | –                  |
| Belgia (Flandria) | Ultratop 50             | 5                 | –                  |
| Belgia (Wallonia) | Ultratop 40             | 15                | –                  |
| Dania             | Tracklisten             | 3                 | –                  |
| Francja           | SNEP                    | 9                 | –                  |
| Holandia          | Dutch Top 40            | 3                 | –                  |
| Finlandia         | Suomen virallinen lista | 3                 | –                  |
| Kanada            | Canadian Hot 100        | 3                 | –                  |
| Norwegia          | VG-Lista                | 1                 | –                  |
| Nowa Zelandia     | RIANZ                   | 1                 | platynowa płyta    |
| Polska            | Polish Airplay Chart    | 1                 | –                  |
| Szwajcaria        | Schweizer Hitparade     | 1                 | –                  |
| Szwecja           | Sverigetopplistan       | 1                 | –                  |